# Just Because!
《Just Because!》是由鴨志田一擔任劇本統籌及編劇、比村奇石擔任人物原案的日本原創電視動畫作品，於2017年10月5日起在AT-X電視台首播。

## 故事簡介
高中生活結束的前夕，正當所有人打算就這麼等待畢業時，一位國中時搬家到遠方的同學泉瑛太突然轉學回來，使他們的生活開始產生變化。

## 概要
2017年5月30日，作為完全新作的原創動畫被發佈。劇本、系列構成是櫻花莊的寵物女孩的作者鴨志田一，角色原案則由星期一的豐滿之比村奇石擔任。動畫製作公司由PINE JAM所擔當，本作品也是該公司首次的原創動畫作品。廣告的宣傳標語是『因為喜歡那個人的妳的側顏，是那麼的美麗――』。
動畫主要以神奈川縣鐮倉市和藤澤市為舞台。學校取景以神奈川縣立深沢高中為基礎，這也是導演小林敦本人的母校。動畫中單軌電車取景自湘南單軌電車。
本作物品設計部分由佳能提供相機贊助合作，伊藤園和山葉公司發動機協力製作，背景部分由湘南單軌電車和BIC CAMERA有限公司協力製作。

## 登場人物

### 主要人物
泉瑛太（聲：市川蒼）
本作男主角。因父親工作變動在國二第二學期末時搬去福岡縣，時隔四年回到這座城市而跟過去的友人再會。
中學時期就暗戀著夏目，同時也知道夏目暗戀陽斗，已推甄上上叡大學（上智大學），但想改考夏目想就讀的翠山學院大學的經濟學部（青山學院大學）。
不知道夏目改考上叡大學的情況下，仍然去參與翠山學院大學入學考試，放榜查看榜單時與夏目和小宮同時露出了微笑，但實則苦笑並未上榜。在畢業典禮後，收到小宮的正式告白，並慎重地拒絕了；同時也收到了夏目的訊息，相約後山，但是因為太晚前往而沒有遇見。最終，於開學幾星期後在校園內遇見考上同校的夏目，並告白。

夏目美緒（聲：礒部花凜）
本作女主角。三年一班。與瑛太和陽斗為國中同學，中學時期與瑛太在委員會經常說話以及在一次契機之下受到陽斗的幫助而暗戀著陽斗，現在是正在為了大學入學考試而努力的準考生。
原本的第一志願是想跟姐姐一樣念翠山學院大學，但在受姐姐的點提下與瑛太的緣故，想改考偏差值更高的上叡大學的教育學系。在瑛太不知情的情況下參與上叡大學入學考試，後在家中收到上叡大學的合格通知書，與瑛太、小宮同時露出了微笑。畢業典禮上為畢業生代表，於畢業典禮後與同班同學相約唱KTV，離開時向同學說晚點過去，並傳訊息給瑛太相約後山，打算告白但是瑛太卻沒有到，到了傍晚才收到瑛太的訊息說晚到了，但是夏目在等待已久後接到同學催促KTV聚會而離開，沒有相遇。最後，在開學幾星期後在上叡大學校園內傳訊息與瑛太相遇並互相表白。
相馬陽斗（聲：村田太志）
瑛太在中學時代的好友。三年一班。原棒球部成員，引退後也常常在球場練習打擊。高中畢業後打算在人造衛星相關企業就職但心裡其實是想要升學的，只是因為家中環境而選擇就業。十分害怕狗。
喜歡森川，第一次告白被馬上拒絕，後森川表示拒絕的太輕率這樣是對相馬不禮貌的行為為由，對相馬說會再認真給予一次回復，讓相馬燃起希望。在棒球場再次被森川拒絕，森川以馬上就要赴遠地上大學，因各自皆須適應新環境為由而無法維持這段感情為由而拒絕，表示未來各自適應了大學生活和出社會的工作情況下，詢問相馬是否可以再考慮她，做女朋友。
森川葉月（聲：芳野由奈）
已經推甄上位在兵庫縣大學的原管樂隊成員。三年一班。家裡是有著三代歷史的農家，家裡的屋子大的令水族館團一行人驚豔，家裡有養一隻狗。在班上不引人注目，是陽斗的暗戀對象。
被相馬告白後驚慌的拒絕之後，向好友乾表示是不禮貌的行為，會在和相馬認真的做出一次回復，之後在表白中告訴相馬因即將前往遠方大學讀書距離遙遠可能無法認真對待這份感情而拒絕，後希望在雙方新生活穩定後詢問相馬是否可以再考慮她作女朋友。
小宮惠那（聲：Lynn）
攝影社成員，對於攝影社有著異常的執著。高二。
為了攝影社而打算拍出可以得獎的優秀照片，在此時偶然目擊了陽斗跟瑛太的再會，並拍下他們打棒球時的照片打算以此參加比賽，一直設法懇求瑛太和陽斗答應。與瑛太相處之下小宮也漸漸喜歡上了瑛太。
多次在與瑛太談話中不經意告白，告訴瑛太若攝影獎得到冠軍便會向她告白，在去察看攝影獎得獎訊息時露出了笑容，實則同為攝影社的社員拍攝的認真拍照的小宮為照片去參賽的照片得獎，並不是小宮的瑛太投球的照片得獎。但在瑛太畢業典禮後，在攝影社團教室向瑛太告白後被認真地拒絕了。

### 三年一班
乾依子（聲：櫻庭有紗）
三年一班。葉月的青梅竹馬。在班上往往為文靜的葉月發聲，是葉月的摯友，也時常幫相馬助攻。已經作為體保生推甄上大學的原田徑隊成員。似乎喜歡吃肉包，在水族館時向相馬陽斗要求的回報便是肉包，在棒球場助攻要求的回報也是披薩包子。新年參拜時在Line群組提議去白旗神社，後來因應放鴿子的計畫與美緒和瑛太去葛原岡神社。
高橋早苗（聲：貫井柚佳）
三年一班。與美緒同班也同補習班的高考夥伴。班上跟美緒、真由子、桃花是同一個群體，但因與美緒同為受試生，兩人在一起的時間是最長的。
鈴木桃花（聲：近藤玲奈）
三年一班。美緒的好朋友。健談、情緒高昂的高中女生。畢業後將前往時尚系的職校。最近的煩惱是作為準考生的早苗跟美緒因為考試壓力不跟他們一起出去玩。在美緒還沒開始在意起瑛太之前，知道美緒暗戀陽斗因此與佐藤真由子一同在第三學期開學時送給美緒御守。
佐藤真由子（聲：千本木彩花）
三年一班最受矚目的女生。美緒的好朋友。有是大學生的男朋友，最近因為對方回簡訊非常慢而有所不滿。在美緒還沒開始在意起瑛太之前，知道美緒暗戀陽斗，討厭葉月，將她稱作「土氣女」，在看到葉月換髮型後心情十分不悅。
猿渡順平（聲：天崎滉平）
三年一班。跟陽斗是好朋友。原棒球部成員。成績不好，現在正為了高考而在補習班努力，但中心測驗仍未考好。
石垣陸生（聲：山本祥太）
三年一班。跟陽斗是好朋友。原棒球部成員，擔任捕手。現在正參加補習班的準考生。跟順平不同，是能文善武的優等生而且在高中最後的西洋情人節也收到了巧克力。

### 攝影社
小宮惠那
請參見主要人物。
清水徹（聲：柳田淳一）
討厭現充的攝影社成員。二年級。攝影能力意外地不錯。每當看到校內上演著酸甜青春的學生們時，就會在社辦裡抱怨，但見到小宮在西洋情人節送的巧克力後卻又興奮的與山口薰討論起白色情人節的回送事宜了。
山口薫（聲：小林大紀）
攝影社成員。鐵路攝影人。與清水澈皆私藏了一些小宮惠那的照片。
渡邊老師（聲：大川透）
陽斗和美緒所在班級的班主任。攝影社顧問。現代文B的老師，對學生十分寬容。被學生以「邊」稱呼。

### 親屬
森川睦月（聲：和多田美咲）
森川葉月的妹妹。
森川滿（聲：松田颯水）、森川弦（聲：古木望）
森川葉月的兩個弟弟，與乾依子關係不錯。對水生動物有興趣，有著蠻豐富的鯊魚知識。
瑛太的父親（聲：中村大樹）
工作變動頻繁，故事發生四年前與家人從神奈川縣遷往福岡縣，現又以工作變動爲由遷回。
瑛太的母親（聲：園崎未惠）

陽斗的母親（聲：天野真実）
現在神奈川縣鐮倉市附近的市民醫院工作。
夏目美奈（聲：朝井彩加）
夏目美緒的姐姐，就讀翠山學院大學政經系。對於美緒的戀情和學業有相當的影響。

### 其他
中嶋（聲：高梨謙吾）
瑛太在福岡的朋友，暱稱為「小中」。
佐伯（聲：菊地達弘）
相馬陽斗的前輩，也是陽斗未來工作的同事。喜歡打棒球，常常邀請相馬一同參與。

## 電視動畫

### 製作人員
- 原作：FOA
- 導演：小林敦[6]
- 劇本統籌、編劇：鴨志田一[6]
- 人物原案：比村奇石[6]
- 人物設定：吉井弘幸[6]
- 道具設計：髙田晃（第1話）、北條真純（第2話－第12話）
- 美術監督：岡本有香
- 美術設定：金子英俊
- 色彩設計：坂上康治
- 撮影監督：小川克人
- CG總監：斋藤司
- 編輯：内田惠
- 音響監督：明田川仁
- 音樂監製：やなぎなぎ[6]
- 音樂：やなぎなぎ、深澤惠梨香
- 音樂製作人：川口真司
- 音樂製作：NBC環球娛樂、INCS toenter
- 動畫製片人：向峠和喜
- 製片人：福永佳祐、大上裕真、岡村武真、金子廣孝、大森慎司
- 動畫製作：PINE JAM[6]
- 製作：Just Because!製作委員會（NBC環球、月鈴舎、PINE JAM、創通、TOKYO MX、AT-X、BS富士）

### 主題曲
片頭曲「over and over」（第2話、第4話－第11話）
作詞、主唱：やなぎなぎ，作曲、編曲：北川勝利
片尾曲「behind」（第2話－第12話）
作詞、作曲：やなぎなぎ，編曲：川嶋可能，主唱：夏目美緒（礒部花凜）、森川葉月（芳野由奈）、小宮惠那（Lynn）
（第7話到第9話，片尾畫面變更為原人物設定比村奇石之原畫。）

### 各話列表
| 話數 | 日文標題           | 中文標題                | 分鏡                                         | 演出                          | 作畫監督                                                                                             | 總作畫監督 |
| ---- | ------------------ | ----------------------- | -------------------------------------------- | ----------------------------- | --- | ---------- |
| 1    | On your marks!     | 各就各位！              | 小林敦                                       | 須之內佑典                    | 吉井弘幸、中野圭哉                                                                                   | 不適用     |
| 2    | Question           | 問題                    | 小林敦、西澤晉 羽多野浩平、沖田宮奈 長井春樹 | 古賀一臣、羽多野浩平 室谷靖   | 菱沼祐樹、瀧吾郎 Lunch·BOX、小美野雅彥 小田裕康、福田周平                                            | 寺尾憲治   |
| 3    | Andante            | 行板                    | 小林敦                                       | 村上勉                        | 式部美代子、阪野日香莉 村山章子                                                                      | 高田晃     |
| 4    | Full swing         | 全力出擊                | 小林敦、吉田泰三                             | 三浦慧                        | 南井尚子、本田敬一 東亮太、山口菜 緒方步惟、三島詠子                                                 | 高田晃     |
| 5    | Rolling stones     | 滾石                    | 小林敦、林直孝                               | 林直孝、古賀一臣              | 室山祥子、後藤麻梨子 坂本、福井麻記 關口雅浩、山村俊了 小澤圓、日高真由美 加藤久美子                 |            |
| 6    | Restart            | 重新開始                | 西澤晉                                       | 野木森達哉、古賀一臣 米田光宏 | Lunch·BOX、小美野雅彥 瀧吾郎、小田裕康 合田真美、福田周平                                            | 寺尾憲治   |
| SP   | Just Because!      | 突然，Just Because!之旅 | 不適用                                       | 不適用                        | 不適用                                                                                               | 不適用     |
| 7    | Snow day           | 雪天                    | 森田宏幸                                     | 高野彌生、古賀一臣            | 二松真理、高野彌生 室山祥子、福井麻記 坂本                                                           | 高田晃     |
| 8    | High Dynamic Range | 高動態範圍              | 下田正美、前園文夫 小林敦                    | 佐佐木純人                    | 室山祥子、關口雅浩 日高真由美、小澤圓 館崎大、中村翠 坂本、福井麻記                                  | 平山寬菜   |
| 9    | Answer             | 回答                    | 畑博之                                       | 古賀一臣、米田光宏            | 石田可奈、關口雅浩 坂本、小澤圓 後藤麻梨子、平山寬菜 日高真由美、今岡律之                            | 高田晃     |
| 10   | Childhood's end    | 童年之終                | 林直孝、小林敦                               | 高村雄太、林直孝              | Lunch·BOX、小美野雅彥 瀧吾郎、福田周平 小澤圓、寺山祥子 館崎大、關口雅浩 浦野達也、福井麻記 田中優士 | 寺尾憲治   |
| 11   | Roundabout         | 迂迴                    | 小林敦、川畑                                 | 古賀一臣、須之內佑典          | 小澤圓、室山祥子 館崎大、關口雅浩 日高真由美、福井麻記 今岡律之、後藤麻里子                          | 平山寬菜   |
| 12   | Get set, go!       | 預備，開始！            | 小林敦                                       | 小林敦、川畑 米田光宏         | 吉井弘幸、瀨川真矢 今岡律之、坂本 平山寬菜、室山祥子 小澤圓、福井麻記 館崎大、田中優士 千千葉        | 不適用     |

### 播放單位
日本深夜動畫：下文記載的日本国内播放時間使用日本標準時間（UTC+9）表示。因為部分時間标识會採用30小时制，因此請留意这类超过24:00的时间，其實際播放時間為翌日清晨。
| 播放地區   | 播放電視台     | 播放日期                     | 播放時間（UTC+9）         | 所屬聯播網 | 備註                         |
| ---------- | -------------- | ---------------------------- | ------------------------- | ---------- | ---------------------------- |
| 日本全國   | AT-X           | 2017年10月5日－12月28日      | 星期四 21時00分－21時30分 | 衛星電視   | 製作参加 有重播              |
| 東京都     | TOKYO MX       | 2017年10月5日－12月28日      | 星期四 23時30分－24時00分 | 獨立UHF局  | 製作参加                     |
| 神奈川縣   | 神奈川電視台   | 2017年10月5日－12月28日      | 星期四 25時00分－25時30分 | 獨立UHF局  | 作品舞臺所在地               |
| 近畿廣域圈 | 每日放送       | 2017年10月6日－2018年1月7日  | 星期五 26時55分－27時25分 | 朝日電視網 | 『Animeism』相鄰節目         |
| 日本全國   | BS11           | 2017年10月11日－2018年1月3日 | 星期二 24時30分－25時00分 | 衛星電視   | 製作参加 『ANIME GUILD』節目 |
| 日本全國   | AbemaTV        | 2017年10月7日－12月30日      | 星期六 23時00分－23時30分 | 網絡電視   | 不適用                       |
| 日本全國   | d動画商城      | 2017年10月10日－2018年1月2日 | 星期二 12:00 更新         | 網絡電視   | 不適用                       |
| 日本全國   | 富士電視台点播 | 2017年10月10日－2018年1月2日 | 星期二 12:00 更新         | 網絡電視   | 不適用                       |
| 日本全國   |                | 2017年10月14日－2018年1月6日 | 星期六 12:00 更新         | 網絡電視   | 最新話一星期内免費播放       |
| 日本全國   | Niconico動畫   | 2017年10月14日－2018年1月6日 | 星期六 12:00 更新         | 網絡電視   | 最新話一星期内免費播放       |
| 日本全國   | GYAO!          | 2017年10月14日－2018年1月6日 | 星期六 12:00 更新         | 網絡電視   | 最新話一星期内免費播放       |
| 日本全國   | 萬代頻道       | 2017年10月14日－2018年1月6日 | 星期六 12:00 更新         | 網絡電視   | 不適用                       |
| 日本全國   | U-NEXT         | 2017年10月14日－2018年1月6日 | 星期六 12:00 更新         | 網絡電視   | 不適用                       |
| 日本全國   | 亞馬遜影片     | 2017年10月14日－2018年1月6日 | 星期六 12:00 更新         | 網絡電視   | 不適用                       |
| 日本全國   | Hulu           | 2017年10月14日－2018年1月6日 | 星期六 12:00 更新         | 網絡電視   | 不適用                       |
| 日本全國   |                | 2017年10月14日－2018年1月6日 | 星期六 12:00 更新         | 網絡電視   | 不適用                       |

| 播放地區 | 播放平台              | 播放日期                | 播放時間（UTC+8）    | 所屬聯播網 | 備註         |
| -------- | --------------------- | ----------------------- | -------------------- | ---------- | ------------ |
| 台灣     | 巴哈姆特動畫瘋        | 2017年10月6日－12月29日 | 星期五 00時00分 更新 | 網絡電視   | 繁體中文字幕 |
| 中國大陸 | bilibili              | 2017年10月6日－12月29日 | 星期五 00時00分 更新 | 網絡電視   | 簡體中文字幕 |
| 香港     | 木棉花香港YouTube頻道 | 2020年7月1日－          | 每日 21時00分 更新   | 網絡電視   | 繁體中文字幕 |

### BD / DVD
| 卷數 | 發行日期       | 收錄話數       | 規格編號  | 規格編號  |
| 卷數 | 發行日期       | 收錄話數       | 限定版BD  | 限定版DVD |
| ---- | -------------- | -------------- | --------- | --------- |
| 1    | 2017年12月22日 | 第1話、第2話   | GNXA-2021 | GNBA-2681 |
| 2    | 2018年1月31日  | 第3話、第4話   | GNXA-2022 | GNBA-2682 |
| 3    | 2018年2月28日  | 第5話、第6話   | GNXA-2023 | GNBA-2683 |
| 4    | 2018年3月28日  | 第7話、第8話   | GNXA-2024 | GNBA-2684 |
| 5    | 2018年4月27日  | 第9話、第10話  | GNXA-2025 | GNBA-2685 |
| 6    | 2018年5月30日  | 第11話、第12話 | GNXA-2026 | GNBA-2686 |

### 網路電台
《Radio Because! 〜花凜和Lynn的應援電台〜》（日语：Radio Because! 〜花凜とLynnが応援するラジオ〜）是一檔網路電台節目，2017年9月13日開始至2018年1月3日止每周星期三在niconico頻道上播放。節目由夏目美緒的聲優礒部花凜與小宮惠那的聲優Lynn負責主持。

## 小說
附屬原作小說於2017年9月6日起在2017年10月號的《DA VINCI》雜誌上開始連載。插畫由導演小林敦繪製，單行本於2017年11月25日由MediaWorks文庫刊行。
另外在BD/DVD初回限定版裡，有刊行由劇本鴨志田一執筆，以小宮惠那的視角為出發，來看待整篇故事的小說「Shallow Focus」，同BD/DVD發行卷數，共六個章節。
| 卷數 | KADOKAWA       | KADOKAWA               | 台灣角川      | 台灣角川               |
| 卷數 | 初版發售日期   | ISBN                   | 初版發售日期  | ISBN                   |
| ---- | -------------- | ---------------------- | ------------- | ---------------------- |
| 1    | 2017年11月25日 | ISBN 978-4-04-893384-1 | 2019年1月21日 | ISBN 978-957-564-719-3 |

## 外部連結
- 電視動畫《Just Because!》官方網站（页面存档备份，存于）（日語）
- 電視動畫《Just Because!》官方的X（前Twitter）（日語）
- Just Because! Media works 小說官方網站（日語）
- 電視動畫第1話 （页面存档备份，存于）（日語）（繁體中文）（僅限香港IP）